# Хьюз, Патрик (режиссёр)
Патрик Хьюз (англ. Patrick Hughes; род. 13 мая 1978, Мельбурн) — австралийский кинорежиссёр и сценарист.

## Биография
Хьюз родился в Блэк-Роке, пригороде Мельбурна. Его отец — актер Тим Хьюз.
В 1999 году Патрик Хьюз окончил киношколу при Викторианском колледже искусств. Начал снимать короткометражные фильмы еще в юности.
По данным на 2023 год  живёт и работает в Лос-Анджелесе и Мельбурне.

## Карьера
В начале карьеры режиссёр снял несколько заметных рекламных роликов для Xbox, BMW, Honda, Mercedes, Vodafone, Toyota и короткометражек, включая короткометражные фильмы «Зажигалка», победившую на Тропфесте в 2001 году, и «Знаки» 2008 года для Sweppes, которая собрала более 10 миллионов просмотров и получила Золотого льва Канн в 2009 году.
После этого Хьюз предпринял несколько неудачных попыток подобрать сценарий для боевика или вестерна, который можно снять в сжатые сроки и с небольшим бюджетом. В результате он срежиссировал вышедший в 2010 году нео-вестерн «Красный холм» о противостоянии молодого констебля и сбежавшего из тюрьмы убийцы. Главные роли в фильме исполнили Райан Квонтен, Стив Бизли и Том Э. Льюис. Премьера прошла на Берлинском кинофестивале, где картина получила восторженные отзывы и стала одним из самых быстро продаваемым фильмов фестиваля того года.
В 2014 году Хьюз был объявлен режиссёром ремейка индонезийского боевика 2011 года «Рейд». Главные роли в американской версии с рабочим названием «Рейд: Искупление» должны были сыграть Тейлор Китч и Фрэнк Грилло. Но к октябрю 2015 года из проекта вышли Китч и Screen Gems вышли из проекта, Хьюз также покинул команду. Продолжала поддержку проекта только продюсерская компания XYZ Films.
Работы Хьюза привлекли внимание Сильвестра Сталлоне, который искал молодого перспективного режиссера для работы над третьей частью прибыльной франшизы «Неудержимые». Режиссер снимал «Неудержимые 3» с августа по октябрь 2013 года, мировая премьера фильма прошла в Лондоне 4 августа 2014 года.
Следующей работой Хьюза стал вышедший в 2017 году комедийный боевик «Телохранитель киллера» с Райаном Рейнольдсом, Сэмюэлом Л. Джексоном, Гэри Олдманом и Сальмой Хайек. Фильм окупился в прокате, заработав $183,4 млн по всему миру при бюджете в $30 млн. Сиквел, «Телохранитель жены киллера», также снятый Хьюзом, с Рейнольдсом, Джексоном и Хайек, а также Антонио Бандерасом и Морганом Фрименом, был выпущен 16 июня 2021 года. Первоначально фильм должен был выйти 28 августа 2020, но премьеру перенесли до 20 августа 2021 года из-за пандемии COVID-19. Сиквел собрал $70 млн при бюджет в $70 млн.
В 2021 году Хьюз основал собственную кинопроизводственную компанию Huge Films в партнерстве с Грегом МакЛином и Джеймсом Бофортом.
В 2022 году появились новости о том, что Netflix все же снимет ремейк фильма «Рейд» с Хьюзом на посту режиссера. Исполнительным продюсером также снова станет Гарет Эванс, режиссер оригинала.
Также 24 июня 2022 года вышел новый фильм Хьюза «Человек из Торонто» с Вуди Харрельсоном, Кевином Хартом и Кейли Куоко в главных ролях. Картина спродюсирована Netflix и Sony Pictures Entertainment, оценочный бюджет — $75 млн.

## Фильмография

### Короткометражные фильмы
- Директор (2000)
- Зажигалка (2001)
- Знаки (2008)

### Полнометражные фильмы
- Красный холм (2010)
- Неудержимые 3 (2014)
- Телохранитель киллера (2017)
- Телохранитель жены киллера (2021)
- Человек из Торонто (2022)
- Машина войны[англ.] (TBA)